# Andrzej Kaźmierowski
Andrzej Michał Kaźmierowski (ur. 5 listopada 1940 w Jerce, zm. 29 listopada 1995 w Lubinie) – polski geodeta, nauczyciel, polityk, senator II kadencji.

## Życiorys
W 1969 ukończył studia na Wydziale Geodezji i Kartografii Politechniki Warszawskiej. Był pracownikiem Kombinatu Górniczo-Hutniczego Miedzi, nauczycielem w Technikum Górniczym w Lubinie i urzędnikiem w administracji wojewódzkiej. Od 1969 do 1992 działał także w spółdzielniach mieszkaniowych.
W 1991 uzyskał mandat senatora II kadencji z województwa legnickiego. Był wiceprzewodniczącym Komisji Nadzwyczajnej do Spraw Integracji Europejskiej oraz członkiem Komisji Gospodarki Narodowej. Reprezentował w parlamencie Unię Demokratyczną.
W 1993 nie ubiegał się o reelekcję, dwa lata później zmarł. Był żonaty, miał dwoje dzieci. Pochowany na cmentarzu komunalnym w Lubinie.